# Ministério da Pesca e Aquicultura
O Ministério da Pesca e Aquicultura (MPA) é um ministério criado pela lei 11.958 de 26 de junho de 2009.
A lei 11.958/2009 transformou a Secretaria Especial de Aquicultura e Pesca da Presidência da República (SEAP/PR), criada pela medida provisória nº 103, convertida na lei 10.683 de 28 de maio de 2003, em Ministério da Pesca e Aquicultura (MPA).
Assessora direta e imediatamente o Presidente da República na formulação de políticas e diretrizes para o desenvolvimento e o fomento da produção pesqueira e aquícola.
Foi extinto e incorporado ao Ministério da Agricultura na reforma ministerial de outubro de 2015.
Em dezembro de 2022, foi anunciado que o Ministério seria recriado pelo terceiro governo Lula.

## Gastos e produção
A criação de diversos novos ministérios durante a gestão Lula (recebeu de Fernando Henrique Cardoso 26 Ministérios e passou 37 para Dilma Rousseff) tornou impossível a acomodação de todo o aparato governamental no espaço inicialmente planejado, a Esplanada dos ministérios. Segundo o Ministério do Planejamento, o número de funcionários da União aumentou em 204 mil ao longo dos oito anos do governo Lula, aumentando os gastos anuais com a folha de pagamento de funcionários federais de R$ 75 bilhões, em 2002, para R$ 179,5 bilhões, em 2010. Assim, vários ministérios alugam prédios particulares em outras regiões de Brasília. O Ministério da Pesca e Aquicultura gastava 575 mil reais por mês, totalizando sete milhões de reais por ano, em aluguel de um prédio espelhado de 14 andares que acomodam 374 funcionários. A ex-ministra Ideli Salvatti e 67 assessores não frequentavam o local, já que dão expediente em um prédio da esplanada.

## Ministros
Os secretários, ministros e ministras:
| Nº      | Foto    | Nome             | Início               | Fim                    | Presidente                |
| ------- | ------- | ---------------- | -------------------- | ---------------------- | ------------------------- |
| 1       |         | José Fritsch     | 1 de janeiro de 2003 | 31 de março de 2006    | Luiz Inácio Lula da Silva |
| 2       |         | Altemir Gregolin | 3 de abril de 2006   | 31 de dezembro de 2010 | Luiz Inácio Lula da Silva |
| 3       |         | Ideli Salvatti   | 1 de janeiro de 2011 | 10 de junho de 2011    | Dilma Rousseff            |
| 4       |         | Luiz Sérgio      | 10 de junho de 2011  | 2 de março de 2012     | Dilma Rousseff            |
| 5       |         | Marcelo Crivella | 2 de março de 2012   | 17 de março de 2014    | Dilma Rousseff            |
| 6       |         | Eduardo Lopes    | 17 de março de 2014  | 1 de janeiro de 2015   | Dilma Rousseff            |
| 7       |         | Helder Barbalho  | 1 de janeiro de 2015 | 1 de outubro de 2015   | Dilma Rousseff            |
| Extinto | Extinto | Extinto          | 1 de outubro de 2015 | 12 de maio de 2016     | Dilma Rousseff            |
| Extinto | Extinto | Extinto          | 12 de maio de 2016   | 31 de dezembro de 2018 | Michel Temer              |
| Extinto | Extinto | Extinto          | 1 de janeiro de 2019 | 31 de dezembro de 2022 | Jair Bolsonaro            |
| 8       |         | André de Paula   | 1 de janeiro de 2023 | —                      | Luiz Inácio Lula da Silva |